# Димитрије Алексић (свештеник)
Димитрије Алексић (Алексинац, 1856 - Лесковац, 19. децембар 1889) био је лесковачки свештеник и наставник веронауке.

## Биографија
У Лесковац је стигао након његовог ослобођења од Турака Османлија. Био је покретач и уредник првог лесковачког листа Црквени гласник који је излазио од 1887. до 1889. године и издавач и сарадник прве лесковачке публикације, календара Крин, који је изашао 1887. године. У овој публикацији је између осталог објављен и његов књижевни прилог Паланачка пресуда, који се односи или на Лесковац или на Власотинце где је такође радио. 
Поред чланака које је објавио у црквеним часописима за време боравка у Лесковцу, Алексић је објавио и неколико књижица које садрже житија светаца прерађена у виду приповедака. Док није било штампарије у Лесковцу, штампао их је у Нишу.

## Дела
- Мученица за веру, црквено-историјска новела (1886)
- Осветници, роман (1886)
- Свети Адријан и Наталија, црквено-историјска новела (1888)[1]